# Mimaeschopalaea ornata
Mimaeschopalaea ornata är en skalbaggsart som beskrevs av Stefan von Breuning 1961. Mimaeschopalaea ornata ingår i släktet Mimaeschopalaea och familjen långhorningar. Inga underarter finns listade i Catalogue of Life.